# Sigay
Sigay is een gemeente in de Filipijnse provincie Ilocos Sur op het eiland Luzon. Bij de laatste census in 2010 telde de gemeente ruim 2 duizend inwoners.

## Geografie

### Bestuurlijke indeling
Sigay is onderverdeeld in de volgende 7 barangays:
| - Abaccan - Mabileg - Matallucod - Poblacion - San Elias - San Ramon - Santo Rosario |

## Demografie
Sigay had bij de census van 2010 een inwoneraantal van 2.419 mensen. Dit waren 34 mensen (1,4%) minder dan bij de vorige census van 2007. Ten opzichte van de census van 2000 was het aantal inwoners gegroeid met 44 mensen (1,9%). De gemiddelde jaarlijkse groei in die periode kwam daarmee uit op 0,18%, hetgeen lager was dan het landelijk jaarlijks gemiddelde over deze periode (1,90%).

De bevolkingsdichtheid van Sigay was ten tijde van de laatste census, met 2.419 inwoners op 81,55 km², 29,7 mensen per km².

## Geboren in Sigay
- Ramon Bagatsing (19 augustus 1916), politicus (overleden 2006).